# Utrillas
Utrillas (aragonès: Utriellas) és un municipi d'Aragó, situat a la província de Terol i que és la capital de la comarca de Conques Mineres, juntament amb Montalbán. L'any 1969 Siemens AG va fabricar el primer turbogenerador per la central tèrmica d'Utrillas.